# Plesko
Plesko este o localitate din comuna Hrastnik, Slovenia, cu o populație de 41 de locuitori.